# Anomala orientalis
Anomala orientalis es una especie de escarabajo de la subfamilia Rutelinae, familia Scarabaeidae. Mide entre 0.7 y 1.1 cm (0.3 - 0.4 pulgadas) de largo, con élitros moteados, marrón metálico y negro y con colores similares en el tórax y la cabeza. La larva tiene un diseño característico de líneas paralelas.
La especie es originaria de Asia. Ha sido introducida accidentalmente en Norteamérica donde se sigue extendiendo en forma invasiva, desde Maine a Carolina del Sur y Wisconsin. Las larvas se alimentan de raíces de hierbas y otras plantas.
Se usan trampas de feromonas para capturarlos como una forma de control de esta plaga.